# Feels Like Summer
«Feels Like Summer» es una canción escrita y grabada por la banda estadounidense de rock Weezer de su undécimo álbum de estudio, Pacific Daydream (2017). El 16 de marzo de 2017, fue lanzado como primer sencillo, y el vídeo musical fue lanzado simultáneamente.

## Vídeo musical
El video musical de "Feels Like Summer" lanzado el 16 de marzo de 2017 presenta versiones animadas de los miembros de la banda. 

## Descarga digital
Dos versiones de la canción fueron lanzadas oficialmente por la banda. La primera es la versión de radio y única y la segunda es la versión acústica de la canción, lanzada el 28 de junio de 2017.
- Versión individual - 3:15
- Versión acústica - 3:16

## Posicionamiento en lista
| Lista (2017)                         | Posiciones |
| ------------------------------------ | ---------- |
| Estados Unidos (Alternative Airplay) | 2          |